# Igrejas em células
As Igrejas em Células atuam de forma a resgatar o princípio da Igreja primitiva do primeiro século onde por relatos bíblicos os cristãos ser reuniam de casa em casa e também nos templos para orações regulares (Atos 2:42-47, ênfase no verso 46). Com base em textos como este e outros como Mateus 28:19-20 que instrui na formação de discípulos a Igreja em Célula tenta resgatar estas práticas mais autênticas.
A “Visão Celular” tem  avançado não somente no terreno das igrejas neopentecostais, especialmente as autônomas (aquelas que não se encontram vinculadas a nenhum concílio superior, convenção ou denominação), mas muitas igrejas históricas como as Batistas, Metodistas, Assembleias de Deus, Nazareno e do Evangelho Quadrangular, dentre outras, também têm aderido ao movimento. Em geral, esse modelo é facilmente inserido em igrejas congregacionais, em que as decisões ficam a cargo da assembleia dos membros, não necessitando autorização de órgãos de hierarquia superior, cabendo apenas aos membros locais a sua decisão de participação ou não. As igrejas episcopais também possuem certa facilidade para aderir ao movimento, visto que, apenas com a decisão do pastor, bispo ou apóstolo a igreja passa a fazer parte desse grupo. Já as igrejas conciliares encontram mais dificuldades para participar desse esquema uma vez que as decisões partem de um concílio superior para as igrejas locais e vice-versa. Assim, muitas denominações e igrejas locais, especialmente do tipo congregacional e episcopal, estão se “associando” ao sistema celular no desejo de utilizar suas estratégias de gestão para o crescimento do rebanho. Dentre as principais igrejas associadas a esse movimento destacam-se as igrejas Batistas e as igrejas autônomas.

## Principais características
As Igrejas em Células tem como característica principal a formação de discípulos, baseado na vida de Jesus que formou 12 discípulos os quais 11 foram comissionados a prosseguirem na formação de outros discípulos.
Outra característica marcante é a forma de se reunirem em pequenos grupos chamados células, que crescem em número e se multiplica a cada ciclo que alcança o número máximo de participantes. Mas isso não anula a tradicional reunião nos templos aos domingos onde as células se reúnem todas juntas para celebração de seus cultos.
Podemos listar estas características assim:
- Reuniões nas Casas (Células)
- Formação de Discípulos (03, 05 ou 12 depende do modelo adotado: G-12, G-5, G-3, MDA, etc)
- Reuniões de Celebrações

## História das Igrejas em Células Atuais
Ao longo dos anos e com as intervenções do Império Romano essa característica de se reunir nas casas foi perdida como identidade da Igreja. Como O Estado havia assumido parte do poder da igreja e o Estado passou a exigir a frequência dos adeptos aos templos visando maior controle sobre as pessoas.
E esta característica esteve perdida até que surgisse na Coréia do Sul na década de 60 (1963) um movimento chamado Grupos Familiares liderado pelo pastor Paul (David) Yonggi Cho onde houve uma explosão de crescimento do cristianismo na Coréia do Sul. Até hoje Yonggi Cho é referência deste movimento. Outros movimentos de crescimento surgiram depois na década de 80 (1983) com o pastor César Castellanos que fundou o movimento chamado G-12 (ou grupo dos 12). Mais tarde em 1999 o pastor Abe Huber surgiria com o MDA (Modelo de Discipulado Apostólico) baseado nos movimentos anteriores com um diferencial o discipulado um a um chamado micro-célula.

## Comparação de alguns aspectos das Igrejas
|                               | Igreja Tradicional / Pentecostal / Neo-Pentecostal                   | Igreja em Célula                                                         | Igreja Orgânica                                          |
| ----------------------------- | -------------------------------------------------------------------- | ------------------------------------------------------------------------ | -------------------------------------------------------- |
| Reuniões                      | No templo                                                            | Nas casas (células); no templo                                           | somente nas casas                                        |
| Arrecadação                   | Dízimos; Ofertas; Contribuições                                      | Dízimos; Ofertas; Contribuições                                          | Contribuições; Partilha                                  |
| Forma de Crescimento numérico | Evangelismos e movimentos de atração como eventos                    | Através das células e eventos                                            | Grupos de amigos, familiares, vizinhos                   |
| Liderança                     | Centralizada no Pastor (ou Presbitério como na Igreja Presbiteriana) | O Pastor é moderador, mas divide sua liderança com os Líderes de Células | Não há liderança direta                                  |
| Ensino                        | Centralizado nas pregações ou cultos de ensinos                      | As células são dinâmicas onde há liberdade para perguntas e respostas    | Nas reuniões são dinâmicas onde há perguntas e respostas |
| O que multiplica?             | Multiplica o número de membros e igrejas                             | Multiplica discípulos e células                                          | Multiplica discípulos                                    |
| Evangelização                 | Campanhas, cruzadas e eventos                                        | Através das Células e dos discipulados                                   | Através das reuniões                                     |

## Modelos
Ao longo do tempo algumas estratégias de crescimento foram desenvolvidas por denominações. As mais tradicionais são:
- G12
- MDA
- M12
- GEMES
- DNA Central
- Rede Inspire